# Balatonlelle
Balatonlelle je gradić u središnjoj zapadnoj Mađarskoj.
Zauzima površinu od 43,23 km četvorna.

## Zemljopisni položaj
Nalazi se na 46° 47′ 12,01″ sjeverne zemljopisne širine i 17° 41′ 46,64″  istočne zemljopisne dužine, na obali Blatnog jezera.
Balatonboglár je jugozapadno uz obalu. Szőlőskislak je jugozapadnije, Szőlősgyörök i Gyugy su južno-jugozapadno, Latran i Latranska pustara su jugoistočno, Balatonszemes je sjeveroistočno uz obalu.

## Upravna organizacija
Nalazi se u Fonjodskoj mikroregiji u Šomođskoj županiji. Poštanski broj je 8638.

## Povijest
1978. je upravno spojen s naseljem Balatonboglárom u Boglárlelle, a 1991. ta su naselja opet odvojena. Iste je godine dobio status grada.

## Promet
Nalazi se na željezničkoj pruzi Budimpešta - Stolni Biograd - Velika Kaniža i državnoj cestovnoj prometnici br. 7. U Balatonlelleu su dvije željezničke postaje.

## Stanovništvo
Balatonlelle ima 4935 stanovnika (2001.). Većina su Mađari, a 1,4&% su Nijemci, po 0,3% je Hrvata i Roma.

## Vanjske poveznice
- (mađarski) Službene stranice